# 尹在玉
尹在玉（：／ Yoon Jae-ok，1961年9月10日—），大韓民國保守派政治人物，第19至21屆國會議員。